# Bruch-Membran

Schichten und Zelltypen der Säugetierretina, RPE: retinales Pigmentepithel, OS: Außensegmente der Photorezeptorzellen, IS: Innensegmente der Photorezeptorzellen, ONL: äußere nukleäre Schicht, OPL: äußere plexiforme Schicht, INL: innere nukleäre Schicht, IPL: innere plexiforme Schicht, GC: Ganglienzellschicht. P: Pigmentepithelzelle, BM: Bruch-Membran, R: Stäbchen, C: Zapfen, H: Horizontalzelle, Bi: Bipolarzelle, M: Müller-Zelle, A: Amakrine-Zelle, G: Ganglienzelle, Ax: Axone, Pfeil: Membrane limitans externa.
Die Einfallsrichtung des Lichts ist hier von unten nach oben

Die Bruch-Membran ist eine Grenzmembran zwischen der Aderhaut (Choroidea) und dem retinalen Pigmentepithel (RPE) des Auges. Sie ist „Antagonist“ des Musculus ciliaris (Ziliarmuskel) im Corpus ciliare bei der Akkommodation und vermittelt den Transport von Nährstoffen und Flüssigkeit zwischen dem RPE und der Gefäßschicht der Aderhaut (Choriocapillaris).

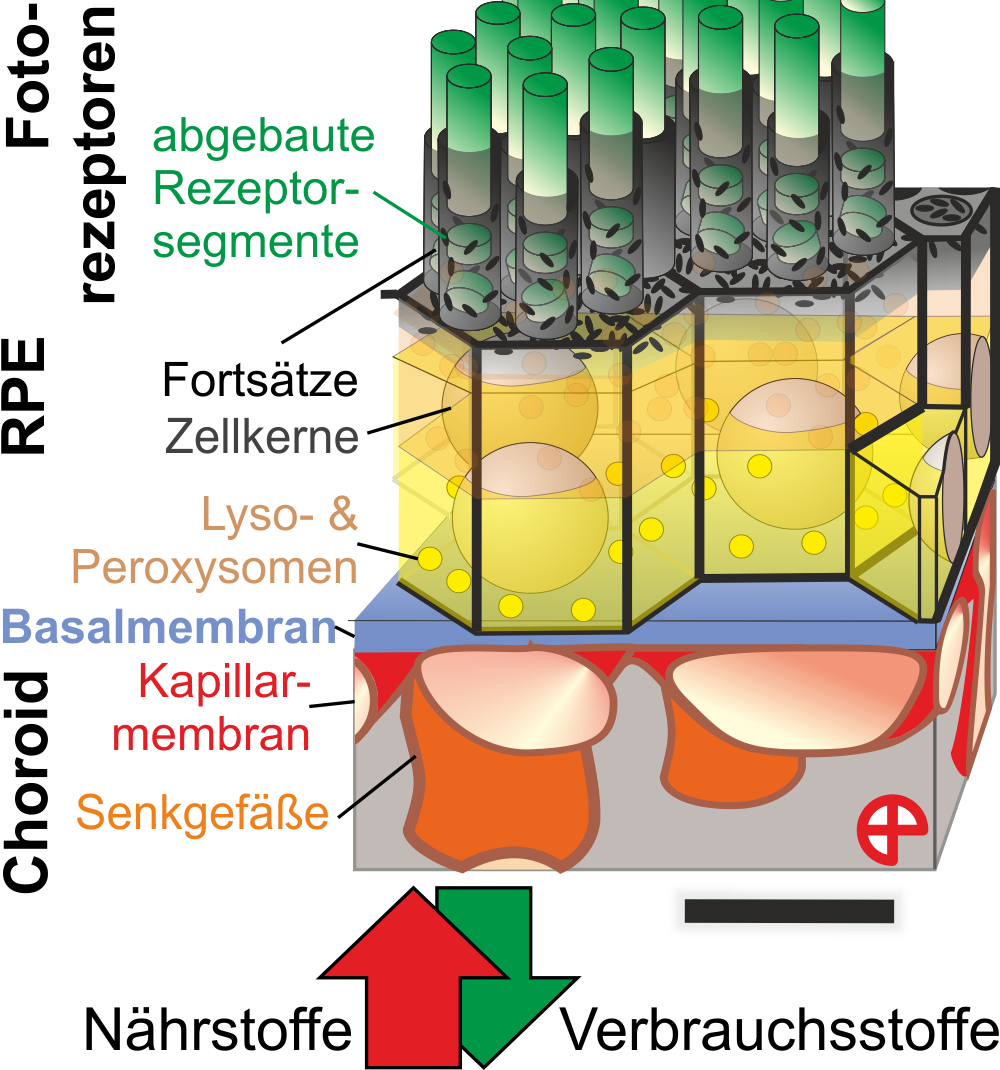
Die Bruch'sche Membran trennt das retinale Pigmentepithel von der Choriocapillaris und dient dabei als Eingangstor durch die Blut-Hirn-Schranke

Sie wurde nach ihrem Entdecker Carl Bruch (1819–1884) benannt.

## Struktur
Die Bruch-Membran ist aus fünf Schichten aufgebaut (von außen nach innen):
- Basalmembran der Gefäße der Choriocapillaris
- Äußere Kollagenfaserschicht
- Schicht aus elastischen Fasern
- Innere Kollagenfaserschicht
- Basalmembran der retinalen Pigmentepithelzellen

## Pathophysiologie
Im Laufe der physiologischen Alterung verändert sich die Bruch-Membran. Es kommt zu einer Veränderung der Proteinzusammensetzung und zu einer Verdickung der Membran die zudem zu einer Durchlässigkeitsveränderung um den Faktor 10 führt. Es wird vermutet, dass deshalb im Grenzbereich zwischen Pigmentepithelschicht und der Bruch-Membran Ablagerungen „Drusen“ (basal laminar deposits) als Anhäufungen nicht abtransportierter Reste der Fotorezeptoren entstehen. Diese Veränderungen sind wahrscheinlich an der Entstehung altersabhängiger Netzhauterkrankungen (AMD – age related macular degeneration) beteiligt.